# Otto Clemens Fikentscher
Ne pas confondre avec le peintre, graveur, lithographe et sculpteur allemand Otto Fikentscher (1862-1945).
Otto Clemens Fikentscher, né le 28 février 1831 à Aix-la-Chapelle et mort le 11 novembre 1880 à Düsseldorf, est un peintre prussien.

## Biographie
Né le 28 février 1831 à Aix-la-Chapelle, Otto Clemens Fikentscher est un élève de Theodore Hildebrandt. Son esquisse Combat de chats sauvages est conservée au musée de Düsseldorf.
Il meurt le 11 novembre 1880 à Düsseldorf.